# George Hungerford
George William Hungerford (født 2. januar 1944 i Vancouver) er en canadisk tidligere roer og olympisk guldvinder.
Hungerford begyndte at ro, da han gik i gymnasiet, og efter han i 1961 var kommet på University of British Columbia, kom han i 1963 på førsteholdet i roning. Året efter kom han med i universitetets otter, der havde vundet det canadiske mesterskab. Med denne båd skulle han til OL 1964 i Tokyo, men han blev ramt af mononukleose og blev udskiftet med Donald Pretty. Denne kom fra en toer uden styrmand, hvor nu Roger Jackson manglede en makker. Hungerford var kommet sig så meget over sin sygdom, at han sammen med Jackson trænede intensivt i toeren og kom med til legene.
Jackson og Hungerford roede i hurtigste tid af alle i det indledende heat, og da de også var hurtigst i finalen, blev de højst overraskende – når man tager i betragtning, at det var parrets første løb sammen – olympiske mestre. I finalen var cirka et halvt sekund hurtigere end hollænderne Steven Blaisse og Ernst Veenemans, der fik sølv, mens tyskerne Michael Schwan og Wolfgang Hottenrott tog bronzemedaljerne, yderligere over fem sekunder bagud. Guldmedaljen var Canadas eneste ved OL 1964 og den førte i toer uden styrmand siden 1924.
Hungerford tog eksamen fra University of British Columbia i 1965, men fortsatte studierne med henblik på at blive jurist. Samtidig fortsatte han med at ro for universitetet, til han indstillede sin elitekarriere i 1966. I 1969 blev han advokat, og han har haft sit eget firma og arbejdet som virksomhedsadvokat. Han har været involveret i sport gennem hele sit liv, men efter sin aktive karriere på det administrative plan. Han har modtaget en række udmærkelser for sin indsats i sport: Han er optaget i Canada Sports Hall of Fame (1964), British Columbia Sports Hall of Fame (1966), Canadas Olympiske Hall of Fame (1971) og University of British Columbia Sports Hall of Fame (1994). I 1984 blev han Officer of Order of Canada for sin samlede indsats inden for sport.

## OL-medaljer
- 1964:  Guld i toer uden styrmand